# هلن گاردنر(هنرشناس)
هلن گاردنر (۱۸۷۸–۱۹۴۶ م.) (انگلیسی: Helen Gardner) هنرشناس، تاریخ‌نگار هنر و استاد دانشگاه اهل آمریکا بود. کتاب او با عنوان هنر در گذر زمان همچنان یکی از قابل استنادترین کتاب‌ها درباره تاریخ هنر است.

## زندگی‌نامه
گاردنر در منچستر، نیوهمپشر متولد شد و در محله هاید‌پارک شیکاگو به مدرسه رفت. در سال ۱۹۰۱، با مدرک کارشناسی در رشته مطالعات کلاسیک از دانشگاه شیکاگو فارغ‌التحصیل شد. پس از مدتی تدریس، او به همان دانشگاه بازگشت تا در رشته تاریخ هنر ادامه تحصیل دهد و در سال ۱۹۱۸ مدرک کارشناسی ارشد خود را از این دانشگاه دریافت کرد. در سال ۱۹۲۰، او تدریس در مؤسسه هنر شیکاگو را آغاز کرد؛ او زندگی حرفه‌ای خود را به استثنای انتصاب‌های کوتاه‌مدت در UCLA و دانشگاه شیکاگو، تا پایان عمر در این موسسه سپری کرد.
در سال ۱۹۱۹، او سرپرست بخش عکس و اسلایدهای فانوسی در کتابخانه رایرسون مؤسسه هنر شیکاگو شد. سال بعد، او شروع به تدریس یک دوره تاریخ هنر در مدرسه مؤسسه هنر کرد. در سال ۱۹۲۲، گاردنر تصمیم گرفت از سمت خود در کتابخانه کناره‌گیری کند تا زمان بیشتری را به تدریس اختصاص دهد. 
گاردنر پس از انکه متوجه شد که نمی‌تواند کتاب جامعی پیدا کند که دامنه وسیعی از مباحث تاریخ هنر را پوشش دهد، تصمیم گرفت خودش چنین کتابی بنویسد که منجر به نگارش هنر در گذر زمان شد؛ کتابی که دهه‌ها به عنوان یکی از مهمترین و قابل استنادترین منابع مطالعاتی تاریخ هنر تدریس شد.
مهمترین اثر او  هنر در گذر زمان (۱۹۲۶)، اولین کتاب درسی تک‌جلدی بود که تمامی بحث‌های تاریخ هنر را از دیدگاه هنر جهانی پوشش می‌داد. از آن سال این کتاب که به‌طور مداوم بازنگری شده، کتاب درسی استانداردی در مدارس و دانشگاه‌های آمریکا به شمار می‌رود.
در سال ۱۹۳۲، او همچنین کتابی با عنوان فهمِ هنر را منتشر کرد، که کتابی برای آموزش هنر بود و مخاطب آن معلمان بودند.
گاردنر در سال ۱۹۴۶، و در سن ۶۸ سالگی، به دلیل ابتلا به سرطان درگذشت.

## آثار
- Art through the Ages: An Introduction to Its History and Significance. New York: Harcourt, Brace. 1926.
- Understanding the Arts. Chicago: Harcourt, Brace. 1932.

## ترجمه به فارسی
کتاب Art through the Ages، در ایران با ترجمه محمدتقی فرامرزی، ترجمه شده و توسط انتشارات نگاه منتشر شده است.